# Diplomatika
Diplomatika je pomocná věda historická zabývající se studiem písemností úřední provenience. Tyto dokumenty hodnotí jak z hlediska vnější úpravy a vnitřní struktury, tak z hlediska kulturního a sociálního prostředí, ze kterého tyto písemnosti vzešly. V neposlední řadě se také zabývá právním prostředím institucí (kanceláří), které tyto dokumenty produkovaly. Studuje pravidla zhotovování úředních písemností a určuje postupy ověřování pravosti těchto písemností.
Název vznikl z latinského termínu pro listinu - „diploma“, který je odvozen z řeckého slova δίπλωμα, označující zdvojenou písemnost). Toto označení vychází z formy listin, vydávaných římským senátem císařským kurýrům nebo vysloužilým žoldnéřům - text byl psán na dvě a více navzájem spojených voskových destiček.
Diplomatika nesmí být zaměňována s diplomacií, se kterou má společný jen původ slova.

## Spojitost s dalšími obory
Diplomatika existovala v každém kulturním státě, kde se písemně úřadovalo. Bezprostředně souvisí s právem, neboť se zabývá právním postavením dokumentu v zákonodárství i judikatuře. Proto ve svém vývoji reflektovala vlivy historicko-právní školy. Potíže při vymezení předmětu diplomatiky souvisejí s tím, že listiny a úřední dokumenty ve formě i obsahu podmiňovala doby a místo vzniku a zejména vyvíjející se společenské a kulturní poměry a potřeby.
Diplomatika je východiskem mnoha historických bádání. Pro období nových a nejnovějších dějin, zvláště politických a hospodářských, je diplomatika úzce propojena se správními dějinami, neboť vychází z výzkumu kompetencí a struktur i konkrétní prozopografie (biogramů) úředního personálu určité kanceláře. Prozopografické výzkumy jsou také velkým přínosem pro sociální a kulturní dějiny každodennosti. Systematické poznatky o oběhu a funkcích jednotlivých druhů úředních písemností prohlubují poznatky správních i právních dějin. Nezbytností je komparace poznatků a interdisciplinární vazby. Nejvyspělejší je diplomatika latinská. Pro naše dějiny se využívá i diplomatika osmanská, byzantská, ruská, arabská či řecká.

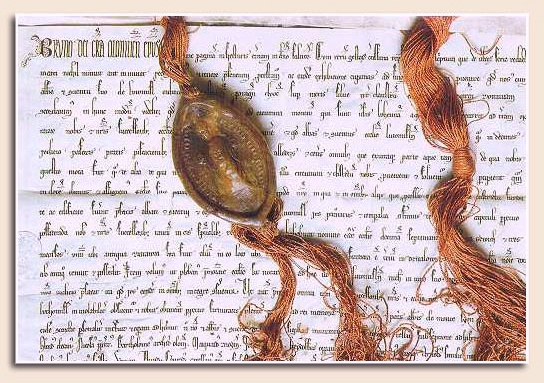
Zakládací listina města Svitavy

## Dějiny oboru

### Dějiny evropské diplomatiky
Diplomatika vznikla ve středověku kvůli rostoucí potřebě ověřovat pravost listin. K falšování těchto písemností totiž docházelo od samého počátku jejich existence. Úroveň kritiky však byla v této době velmi nízká. Již ve 12. století předložila římská kurie první instrukce k rozlišení padělků. Rozeznáváním falz se zabývala například i Boloňská univerzita ve 13. století.
K prohloubení diplomatické kritiky došlo v období humanismu. Významným momentem byly takzvané diplomatické války - historicko-právní spory o pravost listin, odehrávající se v 16. a 17. století. Důležitý byl zejména spor belgického jezuity Daniela Papebrocha a pařížského benediktina Jeana Mabillona o pravost některých benediktinských listin. Jean Mabillon shromáždil při své práci přes 1000 listin a uplatnil k jejich zkoumání množství nových postupů. Své výsledky publikoval v roce 1681, kdy vydal spis De re diplomatica libri VI. V něm nejen obhájil pravost napadených listin, ale zároveň jím položil základy moderní diplomatiky.
V 18. století nedošlo na poli diplomatiky téměř k žádnému pokroku, problémem byl zejména obtížný přístup do archivů a nemožnost pořizování kvalitních reprodukcí materiálu ke srovnávacím studiím. K významnějším badatelům tohoto období patří například Charles-François Toustain, René-Prosper Tassin, Gottfried Bessel, Johann Heumann, Johann Christoph Gatterer, Carl Traugott Gottlieb Schönemann, Gregor Gruber, Johann Christoph Adelung či Anton Rudolph.
Další rozvoj diplomatiky se tak odehrál až v 19. století. Tehdy se uplatnily přesnější kritické metody a postupně vznikala specializovaná pracoviště pro vydávání diplomatického materiálu. Tento materiál byl vydáván ve formě regest i v plných textech, většinou však chyběly komentáře. Pozornost byla soustředěna především na písemnosti z raného středověku, ponejvíce papežské či císařské provenience. Velký význam a vysokou úroveň měla zejména německá edice Monumenta Germaniae Historica, která se stala vzorem pro mnohé další (vydávaná od roku 1819). K dalším významným edicím patří Regesta imperii (od roku 1831).
Od počátku 19. století diplomatika pronikala i do výuky na univerzitách. V roce 1821 byla v Paříži založena škola École nationale des chartes.
Zásadní metodické změny probíhaly zejména v 2. polovině 19. století. Rozvoji napomohlo mimo jiné otevření vatikánských archivů v roce 1881, které umožnilo studium rozsáhlé pramenné základny papežské diplomatiky. Jedním z nejvýznamnějších badatelů této doby byl Theodor von Sickel, který založil diplomatiku císařských listin, zabýval se vznikem listin a sledoval vnitřní i vnější znaky písemností. V roce 1854 založil ve Vídni významný Institut für Österreichische Geschichtsforschung. Jinou důležitou osobou byl Julius Ficker. Ten ve svých pracích prosazoval individualitu každé jednotlivé listiny. Mezi další zástupce patří Léopold Delisle, Oswald Redlich, Hans Hirsch, Harry Bresslau, Otto Posse, Engelbert Muhlbacher, Heinrich Brunner, Alphons Dopsch, Gerhard Seeliger, Johann Friedrich Böhmer či Heinrich Kretschmayr.
Ve 20. století začala diplomatika studovat také novověký materiál a jiné druhy písemností než listiny. Rozvoj techniky umožnil kvalitnější studium, hojně se uplatnila fotografie. K významnějších evropským badatelům patří například Georges Tessier, Luigi Schiaparelli, Lothar Gross, Heinrich Otto Meissner, Edmund Ernst Stengel, Karl Brandi, Leo Santifaller, Alphons Lhotsky, Heinrich Fichtenau a Michael Tangl.

### Dějiny české diplomatiky
Vývoj v českých zemích postupoval obdobným způsobem, byť mnohdy opožděně. K významným osobnostem středověké diplomatiky zde patřil Jindřich Vlach, působící na dvoře Přemysla Otakara II. a Václava II. Ze 14. století jsou již ve střední Evropě doloženy procesy s falzifikátory. Jedním z nich byl i slovenský Ján Literát z Madočian.
Počátky novodobé diplomatické kritiky a shromažďování materiálu jsou v českých zemích spojeny s Královskou českou společností nauk. V 18. století zde působili Gelasius Dobner, Josef Dobrovský, Josef Bonaventura Piter, Magnoald Ziegelbauer, Oliverius Legipont i Bohuslav Balbín. František Martin Pelcl připravil plán pro edici českého diplomatáře, jeho záměr ale nakonec nebyl realizován. V roce 1784 byla na Pražské univerzitě založena katedra pomocných věd historických, diplomatika zde však byla až do 2. poloviny 19. století spíše opomíjena.
V 19. století se diplomatice věnovali například František Palacký, Gustav Friedrich, Mathias Pangerl, Ferdinand Tadra či Jaromír Čelakovský. Významnou vydavatelskou činnost vyvíjel Josef Emler, který navíc spolu s Mathiasem Pangerlem posílil studium diplomatiky na pražské univerzitě. V roce 1836 začal Antonín Boček vydávat moravský diplomatář (Codex diplomaticus et epistolaris Moraviae), šlo však o nekritickou edici a Boček sám do ní přispěl mnoha vlastními falzy.
Až na počátku 20. století, v roce 1904, začal Gustav Friedrich vydávat český diplomatář (Codex diplomaticus et epistolaris regni Bohemiae). Vznik samostatného Československa v roce 1918 znamenal mimo jiné otevření mnoha dříve nedostupných archivů. Diplomatika tak mohla podstatně rozšířit svou pramennou základnu a zároveň se mohla zaměřit i na novověké období. V roce 1919 byla v Praze založena Státní archivní škola, která převzala úlohu Vídeňského Institutu.
Mezi významné badatele 20. století patří především Jan Bedřich Novák, Václav Vojtíšek, Karel Stloukal, Václav Hrubý, Bedřich Mendl, Blažena Rynešová, Jindřich Šebánek a Sáša Dušková.

## Základní pojmy
- Diplomatický materiál
- Pojmy diplomatiky

## Dějiny úředních písemností
- Evropská středověká diplomatika
- Evropská novověká diplomatika
- Papežská diplomatika
- Česká středověká diplomatika
- Česká novověká diplomatika